# Gran Premio di Monaco 1961
Il Gran Premio di Monaco 1961 si è svolto domenica 14 maggio 1961 sul circuito di Monte Carlo. La gara è stata vinta da Stirling Moss su Lotus-Climax seguito dai due piloti della Ferrari Richie Ginther e Phil Hill.

## Qualifiche
| Pos                     | N° | Pilota              | Auto              | Squadra                    | Tempo  | Distacco |
| ----------------------- | -- | ------------------- | ----------------- | -------------------------- | ------ | -------- |
| 1                       | 20 | Stirling Moss       | Lotus-Climax      | RRC Walker Racing Team     | 1:39.1 | -        |
| 2                       | 36 | Richie Ginther      | Ferrari           | Scuderia Ferrari SpA SEFAC | 1:39.3 | +0.2     |
| 3                       | 28 | Jim Clark           | Lotus-Climax      | Team Lotus                 | 1:39.6 | +0.5     |
| 4                       | 18 | Graham Hill         | BRM-Climax        | Owen Racing Organisation   | 1:39.6 | +0.5     |
| 5                       | 38 | Phil Hill           | Ferrari           | Scuderia Ferrari SpA SEFAC | 1:39.8 | +0.7     |
| 6                       | 40 | Wolfgang von Trips  | Ferrari           | Scuderia Ferrari SpA SEFAC | 1:39.8 | +0.7     |
| 7                       | 26 | Bruce McLaren       | Cooper-Climax     | Cooper Car Company         | 1:39.8 | +0.7     |
| 8                       | 16 | Tony Brooks         | BRM-Climax        | Owen Racing Organisation   | 1:40.1 | +1.0     |
| 9                       | 2  | Jo Bonnier          | Porsche           | Porsche System Engineering | 1:40.3 | +1.2     |
| 10                      | 30 | Innes Ireland       | Lotus-Climax      | Team Lotus                 | 1:40.5 | +1.4     |
| 11                      | 4  | Dan Gurney          | Porsche           | Porsche System Engineering | 1:40.6 | +1.5     |
| 12                      | 22 | John Surtees        | Cooper-Climax     | Yeoman Credit Racing Team  | 1:41.1 | +2.0     |
| 13                      | 6  | Hans Herrmann       | Porsche           | Porsche System Engineering | 1:41.1 | +2.0     |
| 14                      | 8  | Michael May         | Lotus-Climax      | Scuderia Colonia           | 1:42.0 | +2.9     |
| 15                      | 32 | Cliff Allison       | Lotus-Climax      | UDT Laystall Racing Team   | 1:42.3 | +3.2     |
| 16                      | 42 | Maurice Trintignant | Cooper-Maserati   | Scuderia Serenissima       | 1:42.4 | +3.3     |
| 17                      | 24 | Jack Brabham        | Cooper-Climax     | Cooper Car Company         | 1:44.0 | +4.9     |
| Vetture non qualificate |    |                     |                   |                            |        |          |
| NQ                      | 34 | Henry Taylor        | Lotus-Climax      | UDT Laystall Racing Team   | 1:42.6 | +3.5     |
| NQ                      | 14 | Masten Gregory      | Cooper-Climax     | Camoradi International     | 1:42.7 | +3.6     |
| NQ                      | 10 | Lucien Bianchi      | Emeryson-Maserati | Equipe Nationale Belge     | 1:42.9 | +3.8     |
| NQ                      | 12 | Olivier Gendebien   | Emeryson-Maserati | Equipe Nationale Belge     | 1:43.7 | +4.6     |

## Gara
I risultati del GP sono stati i seguenti:
| Pos | N° | Pilota              | Costruttore/Motore | Giri | Tempo/Ritiro        | Griglia | Punti |
| --- | -- | ------------------- | ------------------ | ---- | ------------------- | ------- | ----- |
| 1   | 20 | Stirling Moss       | Lotus-Climax       | 100  | 2:45:50.1           | 1       | 9     |
| 2   | 36 | Richie Ginther      | Ferrari            | 100  | +3.6                | 2       | 6     |
| 3   | 38 | Phil Hill           | Ferrari            | 100  | +41.3               | 5       | 4     |
| 4   | 40 | Wolfgang von Trips  | Ferrari            | 98   | Incidente           | 6       | 3     |
| 5   | 4  | Dan Gurney          | Porsche            | 98   | +2 giri             | 11      | 2     |
| 6   | 26 | Bruce McLaren       | Cooper-Climax      | 95   | +5 giri             | 7       | 1     |
| 7   | 42 | Maurice Trintignant | Cooper-Maserati    | 95   | +5 giri             | 16      |       |
| 8   | 32 | Cliff Allison       | Lotus-Climax       | 93   | +7 giri             | 15      |       |
| 9   | 6  | Hans Herrmann       | Porsche            | 91   | +9 giri             | 13      |       |
| 10  | 28 | Jim Clark           | Lotus-Climax       | 89   | +11 giri            | 3       |       |
| 11  | 22 | John Surtees        | Cooper-Climax      | 68   | Motore              | 12      |       |
| 12  | 2  | Jo Bonnier          | Porsche            | 59   | Iniezione           | 9       |       |
| 13  | 16 | Tony Brooks         | BRM-Climax         | 54   | Motore              | 8       |       |
| Rit | 8  | Michael May         | Lotus-Climax       | 42   | Cambio              | 14      |       |
| Rit | 24 | Jack Brabham        | Cooper-Climax      | 38   | Iniezione           | 17      |       |
| Rit | 18 | Graham Hill         | BRM-Climax         | 11   | Pompa della benzina | 4       |       |
| DNS | 30 | Innes Ireland       | Lotus-Climax       |      | Incidente           | 10      |       |

## Statistiche

### Piloti
- 15ª vittoria per Stirling Moss
- 16ª e ultima pole position per Stirling Moss
- 19º e ultimo giro più veloce per Stirling Moss
- 1º giro più veloce per Richie Ginther
- 1º Gran Premio per Michael May

### Costruttori
- 3° vittoria per la Lotus

### Motori
- 16ª vittoria per il motore Climax
- 40° podio per il motore Climax

### Giri al comando
- Richie Ginther (1-13)
- Stirling Moss (14-100)

## Classifiche Mondiali

### Piloti
| Pos | Pilota             | Punti |
| --- | ------------------ | ----- |
| 1   | Stirling Moss      | 9     |
| 2   | Richie Ginther     | 6     |
| 3   | Phil Hill          | 4     |
| 4   | Wolfgang von Trips | 3     |
| 5   | Dan Gurney         | 2     |
| 6   | Bruce McLaren      | 1     |

### Costruttori
| Pos | Team          | Punti |
| --- | ------------- | ----- |
| 1   | Lotus-Climax  | 8     |
| 2   | Ferrari       | 6     |
| 3   | Porsche       | 2     |
| 4   | Cooper-Climax | 1     |